# Sincey-lès-Rouvray
Sincey-lès-Rouvray – miejscowość i gmina we Francji, w regionie Burgundia-Franche-Comté, w departamencie Côte-d’Or.
Według danych na rok 1990 gminę zamieszkiwały 94 osoby, a gęstość zaludnienia wynosiła 11 osób/km² (wśród 2044 gmin Burgundii Sincey-lès-Rouvray plasuje się na 816. miejscu pod względem liczby ludności, natomiast pod względem powierzchni na miejscu 1012.).